# 伊予西条駅
伊予西条駅（いよさいじょうえき）は、愛媛県西条市大町にある、四国旅客鉄道（JR四国）予讃線の駅である。駅番号はY31。

## 概要
西条市の代表駅であるとともに、普通列車の大部分の運転系統が当駅で分断されるほか、当駅を始終着とする特急が設定されており、さらに、高松運転所所属の6000系電車・7200系電車も当駅以東のみの運用となっているなど、運転上の拠点駅にもなっている。また、夜間帯は早朝・深夜に発着する列車が駅構内に留置されるほか、駅舎にある乗務員宿泊施設にはこれらの列車を担当する乗務員が宿泊している。2021年3月ダイヤ改正で廃止された当駅止まりの「ミッドナイトEXP高松」は、2020年3月14日のダイヤ改正まで、特急としては四国内で最も遅い時間の1時15分着となっていた。
駅全体を見ると、電留線や乗務員宿泊施設などもあり相応の規模を持つが、みどりの窓口や待合所など旅客施設は、駅の規模から比較すると比較的こぢんまりとした印象となっている。また、発車標は長年にわたり改札中の列車種別を示す行灯式のものが設置されているのみだったが、2017年に実施されたバリアフリー化工事で、新しく跨線橋が設けられ、フルカラーLED方式の発車標が改札上と各のりばに設置された。
列車接近メロディ（列車到着メロディ）は、かつては「瀬戸の花嫁」であったが、2015年3月からは西条市出身のテノール歌手・秋川雅史の「千の風になって」に変更されている。

## 歴史
- 1921年（大正10年）6月21日：鉄道省予讃線伊予土居駅 - 当駅間開業に伴い開設[2][3][4][10]。
- 1950年（昭和25年）3月18日：昭和天皇の戦後巡幸があり、お召し列車が当駅発 - 今治駅着で運行された[11]。
- 1968年（昭和43年）12月20日：駅舎改築[12]。
- 1977年（昭和52年）4月1日：みどりの窓口開設[13]。
- 1982年（昭和57年）11月15日：貨物取扱廃止[2]。
- 1986年（昭和61年）11月1日：新聞紙除く荷物扱い廃止[2]。
- 1987年（昭和62年）4月1日：国鉄分割民営化により、四国旅客鉄道の駅となる[2]。
- 2015年（平成27年）3月21日：列車到着メロディに「千の風になって」の使用を開始[9]。
- 2017年（平成29年）9月：バリアフリー化工事が完成[14]。
- 2022年（令和4年）12月28日：この日をもって、「伊予西条駅ワーププラザ」の営業を終了[15]。

## 駅構造
単式・島式混合2面3線ホームの地上駅。互いのホームはエレベーター付跨線橋で結ばれている。駅前広場にはうちぬきと呼ばれる湧き水がある。かつては2・3番ホームにも設置されていたが、駅バリアフリー工事の際に撤去された。
改札前の1番乗り場は上り方面にしか出発信号がなく、下り列車は入線しない。

### のりば
| のりば | 路線    | 方向 | 行先                             | 備考           |
| ------ | ------- | ---- | -------------------------------- | -------------- |
| 1      | ■予讃線 | 上り | 新居浜・伊予三島・高松・岡山方面 |                |
| 2      | ■予讃線 | 下り | 今治・松山・伊予市・宇和島方面   |                |
| 3      | ■予讃線 | 下り | 今治・松山方面                   | 普通列車のみ   |
| 3      | ■予讃線 | 上り | 新居浜・伊予三島・高松方面       | 快速・普通のみ |

### 駅施設
- みどりの窓口
- 待合所
- セブンイレブンKiosk伊予西条店
- うちぬき - 駅前に噴水がある。

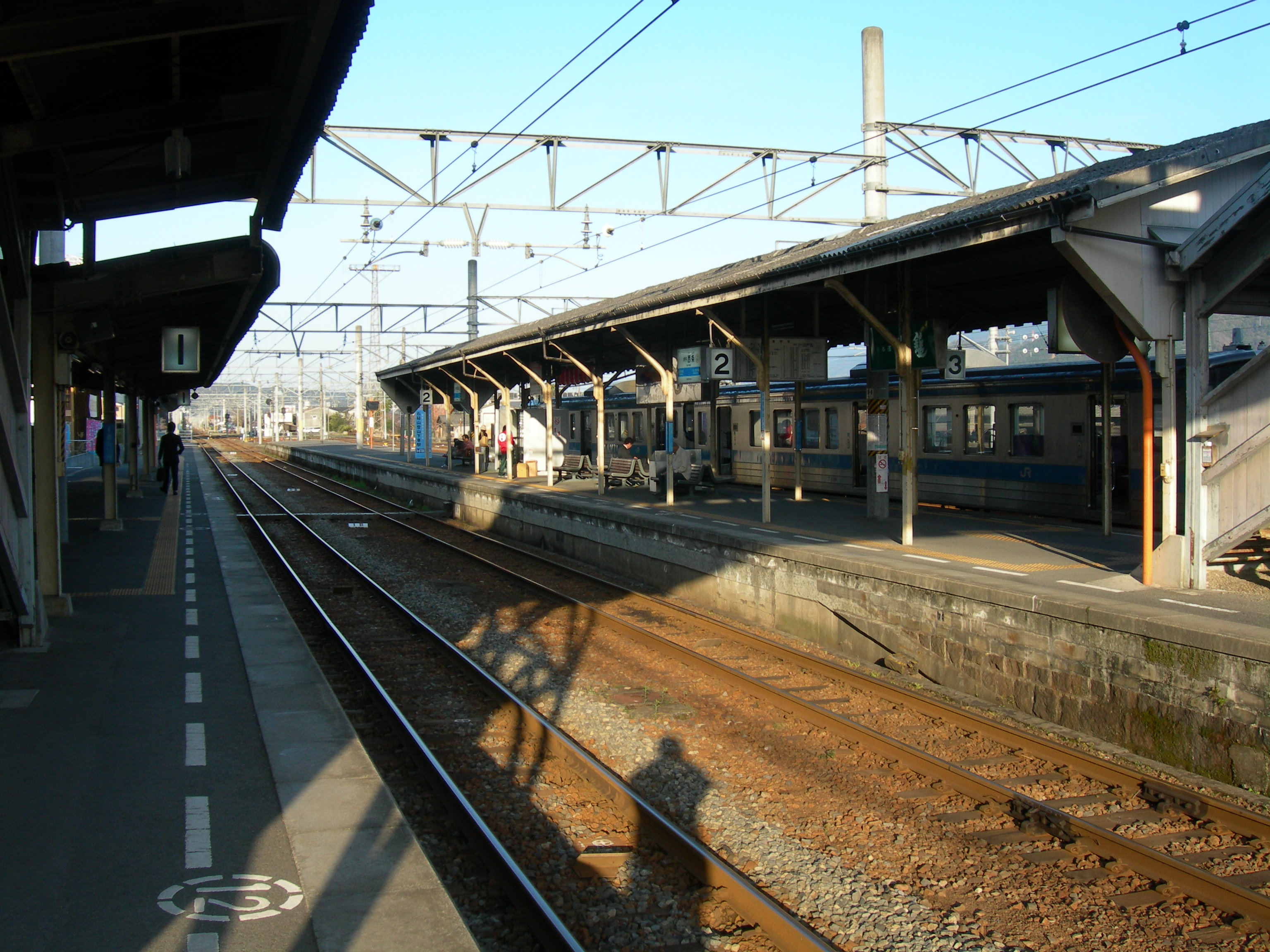
旧ホーム（2008年3月、石鎚山方より）
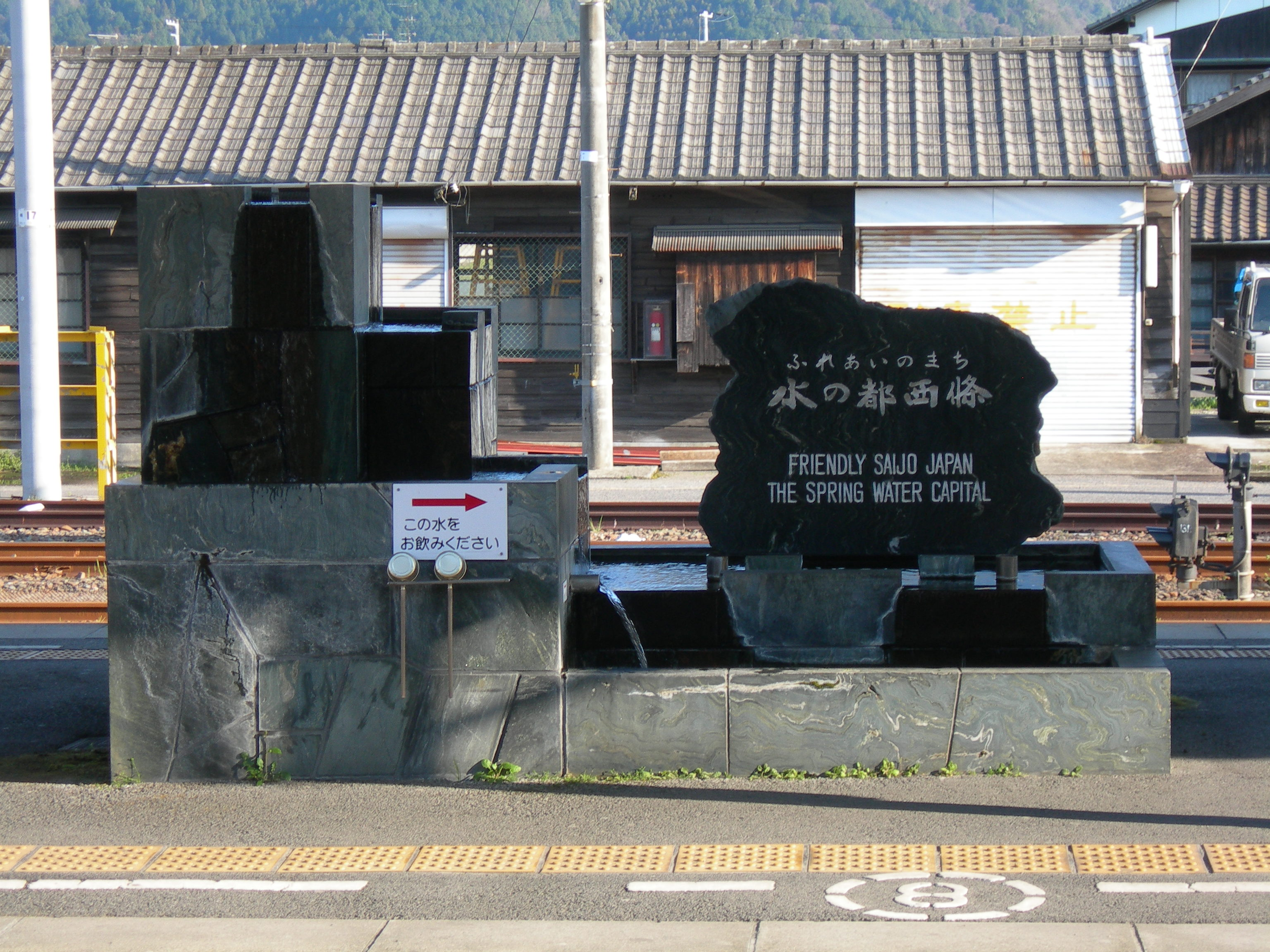
ホームにかつてあったうちぬき（2008年3月）

## 利用状況
2020年（令和2年）度の1日平均乗車人員は1,252人である。
2000年度以降の1日平均乗車人員の推移は以下の通り。
| 年度   | 1日平均 乗車人員 |
| ------ | ---------------- |
| 2000年 | 1,469            |
| 2001年 | 1,471            |
| 2002年 | 1,351            |
| 2003年 | 1,326            |
| 2004年 | 1,275            |
| 2005年 | 1,359            |
| 2006年 | 1,403            |
| 2007年 | 1,430            |
| 2008年 | 1,439            |
| 2009年 | 1,425            |
| 2010年 | 1,435            |
| 2011年 | 1,503            |
| 2012年 | 1,512            |
| 2013年 | 1,580            |
| 2014年 | 1,529            |
| 2015年 | 1,552            |
| 2016年 | 1,530            |
| 2017年 | 1,549            |
| 2018年 | 1,513            |
| 2019年 | 1,513            |
| 2020年 | 1,252            |

## 西条機関区
出典
当駅までの予讃線（西条線）開通に伴い西条機関区も設置された。後藤干雄主任、和田邦吉、佐伯照吉技術助手、十一重次郎書記以下、高松・多度津より転勤してきた約100人で構成。
創立当時の機関車配置は60形1両、270形1両、500形2両、700形2両のタンク式機関車と、5400形テンダ式機関車10両であった。60形は元讃岐鉄道車で、のちにもう1両配置されたが、車庫東の留置線に置かれ、一度も使用しないまま関西へ入替用として転属している。270形は2両追加され、主に建設工事用として使用された。1924（大正13）年2月には1000形も配置され、500形、700形とともに短区間用として使用された。500形はのちに2両追加となっている。5400形も3両追加されたが、関西鉄道から6000形が転属してきたため、5年足らずで四国を去った。

## 駅周辺

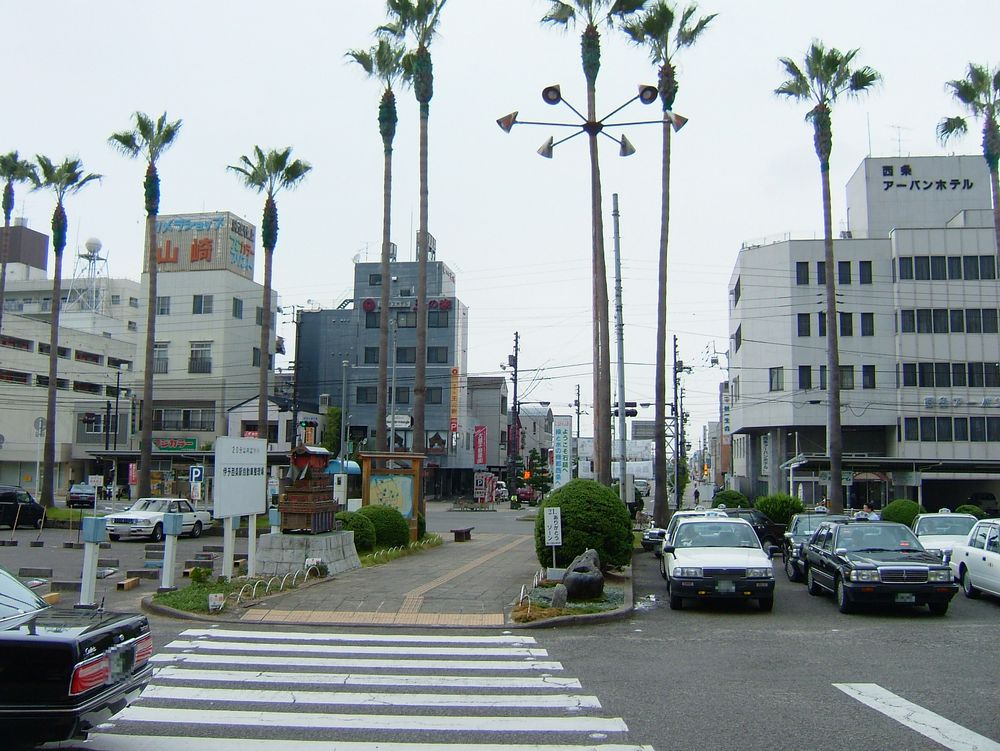
駅前再整備前の様子（2006年）

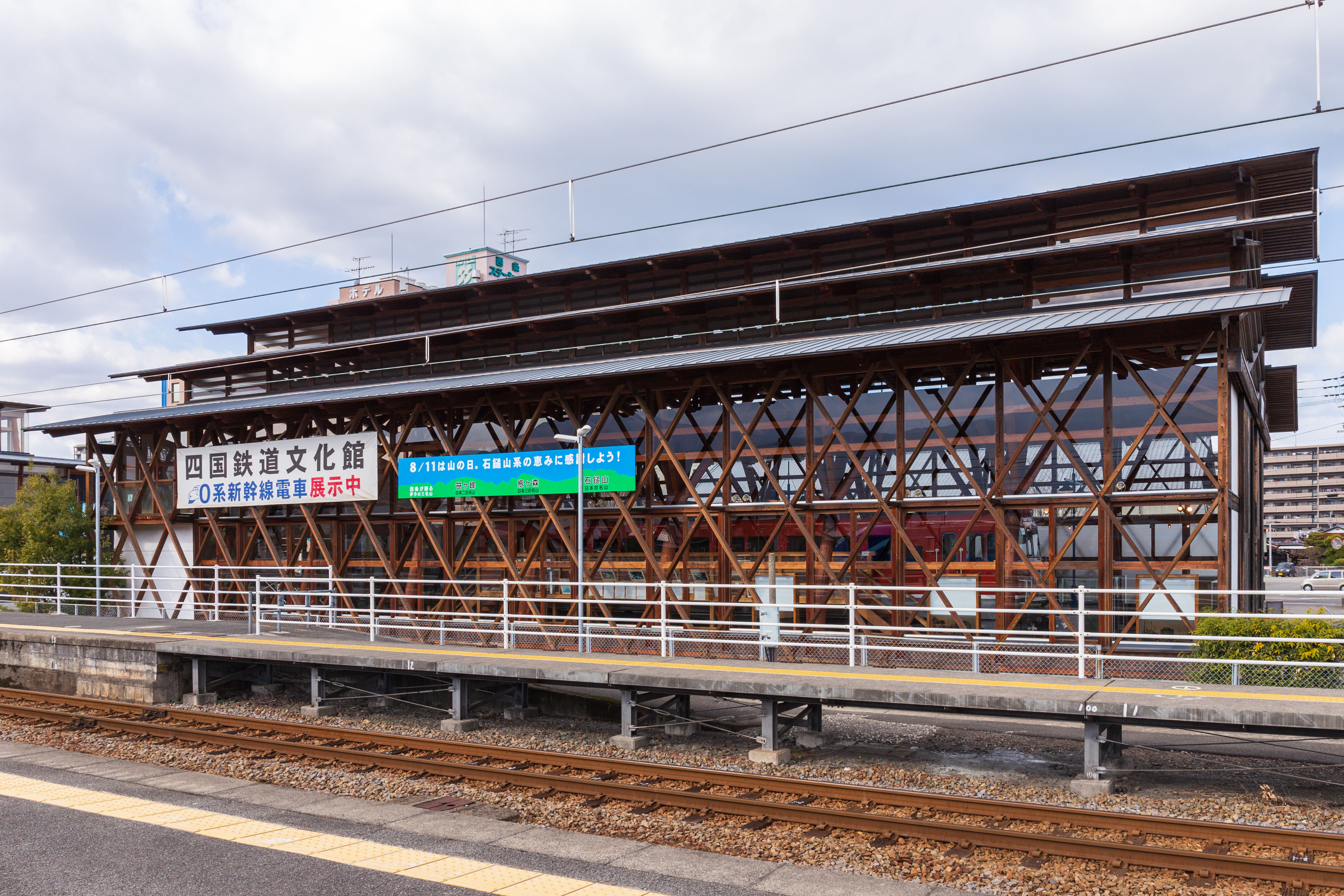
四国鉄道文化館（2018年、ホームより）

西条市や市域の海岸沿いに立地する工業地帯および石鎚山への玄関口となっている。西条市役所などが立地する街の中心は北に1 kmほど離れており、市の規模に比して駅前はやや閑散とした雰囲気である。
駅前には1967年にロータリーなどが設置されたが、歩道などの老朽化が進んでいたことから、西条市の「まちづくり基盤整備事業」（2004 - 2008年度）の一環として、駅東側にある鉄道歴史パーク in SAIJOなどと合わせ、交通結節点としてだけではなく市域の特色に相応する駅前として再整備がなされた。一連の整備は住民代表や商工業団体のほか、JR四国および日本ナショナルトラストなどを交えて計画が策定された。
- 鉄道歴史パーク in SAIJO[21]
  - 四国鉄道文化館[21] - 日本ナショナルトラストのヘリテイジセンターとして建設された。JR四国が保管していた車両などを展示。
  - 十河信二記念館[21] - 愛媛県尋常中学校東予分校（現愛媛県立西条高等学校）出身の十河信二（第4代国鉄総裁）の遺品などを展示。
  - 観光交流センター[21]
- ぽっぽ橋 - 上記の十河信二記念館と駅建物の間に2012年10月に架設された人道橋。自転車も積載可能なエレベーターが設置され、これにより線路で分断されていた駅南方面が繋がった。
- 西条陣屋跡 - 現在の愛媛県立西条高等学校。
- 西条市総合文化会館（約500 m）
- 西条市役所（約1.3 km）
- フジグラン西条（約1.6 km）

### 駅前広場
バス乗り場とタクシー乗り場が設けられている。なお、かつては駐車場が設けられていたが、駅前再整備に伴い営業を休止した。代替施設として、鉄道歴史パーク in SAIJO前の駐車場を利用するよう案内されている。
バス乗り場には、主にせとうちバスの各路線が乗り入れている。特に、石鎚ロープウェイ線（石鎚登山ロープウェイのりば方面）は当駅を起終点としており、お山開きの時には臨時バスも運行される。このほか、伊予鉄バスとの共同運行による特急バス「新居浜 - 松山線」や、阪神バスとの共同運行による高速バス「いしづちライナー」も乗り入れている。なお、東京行夜行高速バス「パイレーツ号」は当駅を経由しない。

## 隣の駅
四国旅客鉄道（JR四国）
■予讃線
- 特急「しおかぜ」「いしづち」「モーニングEXP松山」停車駅、特急「しおかぜ」「モーニングEXP高松」始発駅

■快速「サンポート」・■普通
中萩駅 (Y30) - 伊予西条駅 (Y31) - 石鎚山駅 (Y32)